# Archivio di Stato di Massa
L'Archivio di Stato di Massa si trova in via Giovanni Sforza, n. 3, a Massa.
Fondato da Giovanni Sforza (storico) nella seconda metà del XIX secolo, costituisce la maggior raccolta di documenti relativi agli archivi governativi preunitari ed alla Lunigiana.

## Storia
L'istituzione dell'Archivio di Stato di Massa, avvenuta con regio decreto del 13 febbraio 1887, fu il risultato dell'opera caparbia di Giovanni Sforza, brillante archivista attivo fino al 1887 presso l'Archivio di Stato di Lucca, e delle conseguenti lunghe e complesse trattative tra il Ministro dell'Interno e la Deputazione provinciale di Massa.

## Patrimonio
L'Archivio di Stato di Massa conserva attualmente "41.170 unità tra volumi, registri, buste, filze, unitamente a 973 pergamene ed a 2.886 mappe e fogli di mappe".
Di notevole rilevanza è l'Archivio Ducale, o Segreto, che conserva materiali riguardanti le vicende storiche della Lunigiana.